# DKW F11/F12
De DKW F11 en DKW F12 waren compacte automodellen van de West-Duitse autofabrikant Auto Union. 

## Geschiedenis
De DKW F12 volgde in januari 1963 de DKW Junior op. Het was in feite een doorontwikkelde Junior de Luxe. De veranderingen omvatten een grotere voor- en achterruit, een grotere grille, verwarming met een warmtewisselaar en ventilator en grote, langwerpige achterlichten. Op verzoek werd de F12, net als de Junior, aangeboden met tweekleurige lak. 
De F12 werd aangedreven door een driecilinder tweetaktmotor met 889 cm³ cilinderinhoud, 40 pk en een mengsmeerautomaat, die de voortaan met schijfremmen uitgeruste auto een topsnelheid van ongeveer 125 km/u gaf. Het chassis en de wielophanging waren overgenomen van de Junior en uitgebreid met een dwarse stabilisatorstang op de vooras. De wielbasis werd in vergelijking met de Junior verlengd met 75 mm. Vanaf februari 1965 werd de 45 pk-variant van de 900-motor met hogere compressie ingebouwd, waardoor de prestaties iets toenamen. Standaard had deze versie een versnellingsbak met vrijloop die het oncomfortabele schokken in de "schuifmodus" (bij loslaten van het gas) elimineerde. 

### F12 Roadster
De DKW F12 Roadster, een cabriolet met de 45 pk-motor, werd in september 1963 geïntroduceerd en werd van begin 1964 tot begin 1965 in een kleine oplage geproduceerd door Baur carrosserie- en voertuigbouw in Stuttgart.

### F11
De F11 die tegelijkertijd met de DKW F102 in augustus 1963 werd gepresenteerd, was een vereenvoudigde versie van de DKW F12. De carrosserie was gelijk maar technisch gezien was de F11 een eenvoudige Junior de Luxe met een 34 pk-motor met een cilinderinhoud van 796 cm³. De F11 werd aangeboden tot juni 1965. 
Na de overname door Volkswagen AG stopte Auto Union in maart 1966 definitief met de productie van tweetaktauto's. De terreinauto DKW Munga werd nog tot december 1968 gebouwd voor de Bundeswehr. De dalende belangstelling voor de tweetaktmotor, die als verouderd werd beschouwd, had het bedrijf aan de rand van een faillissement gebracht.

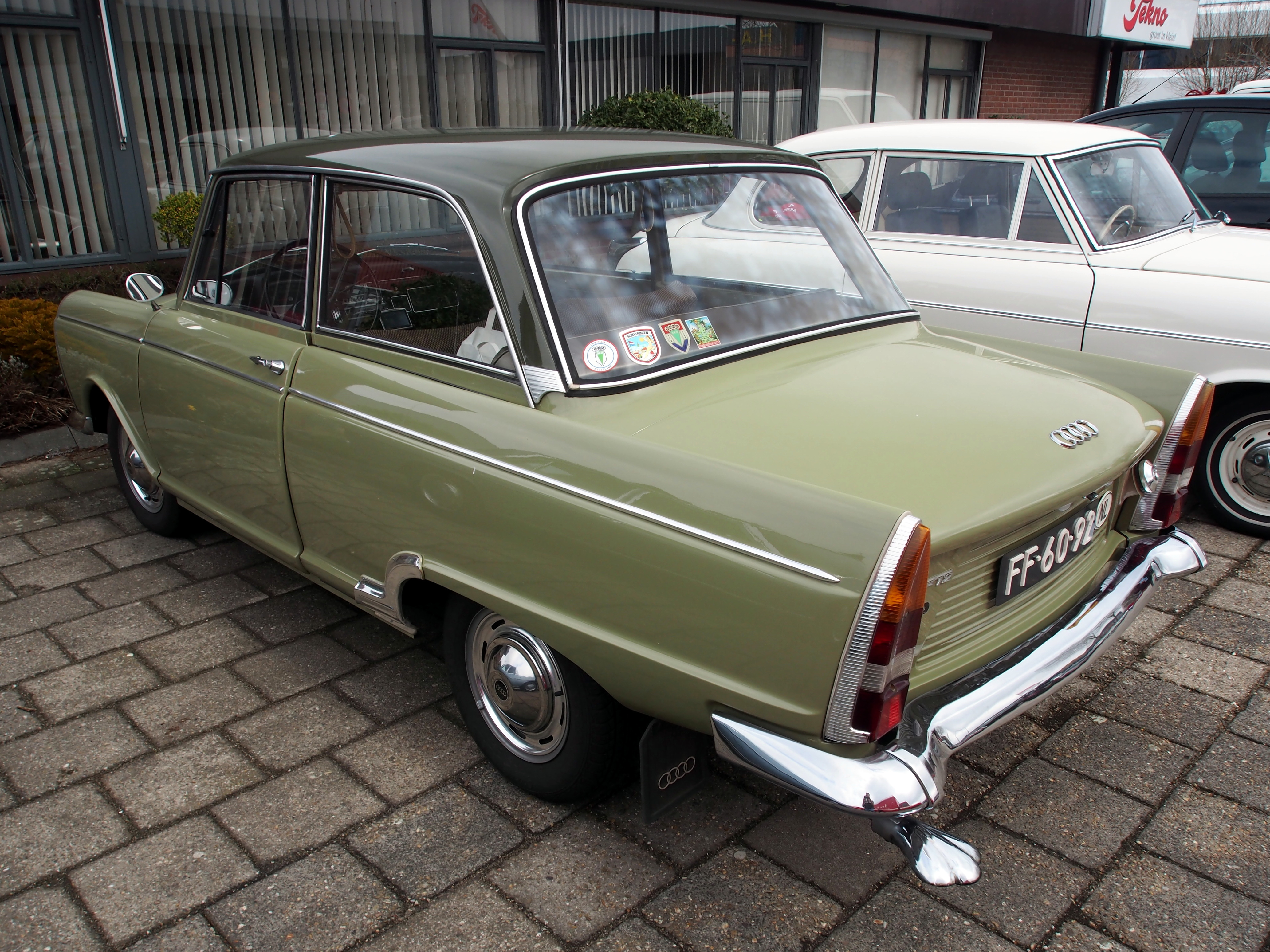
DKW F12 (1965), achterzijde
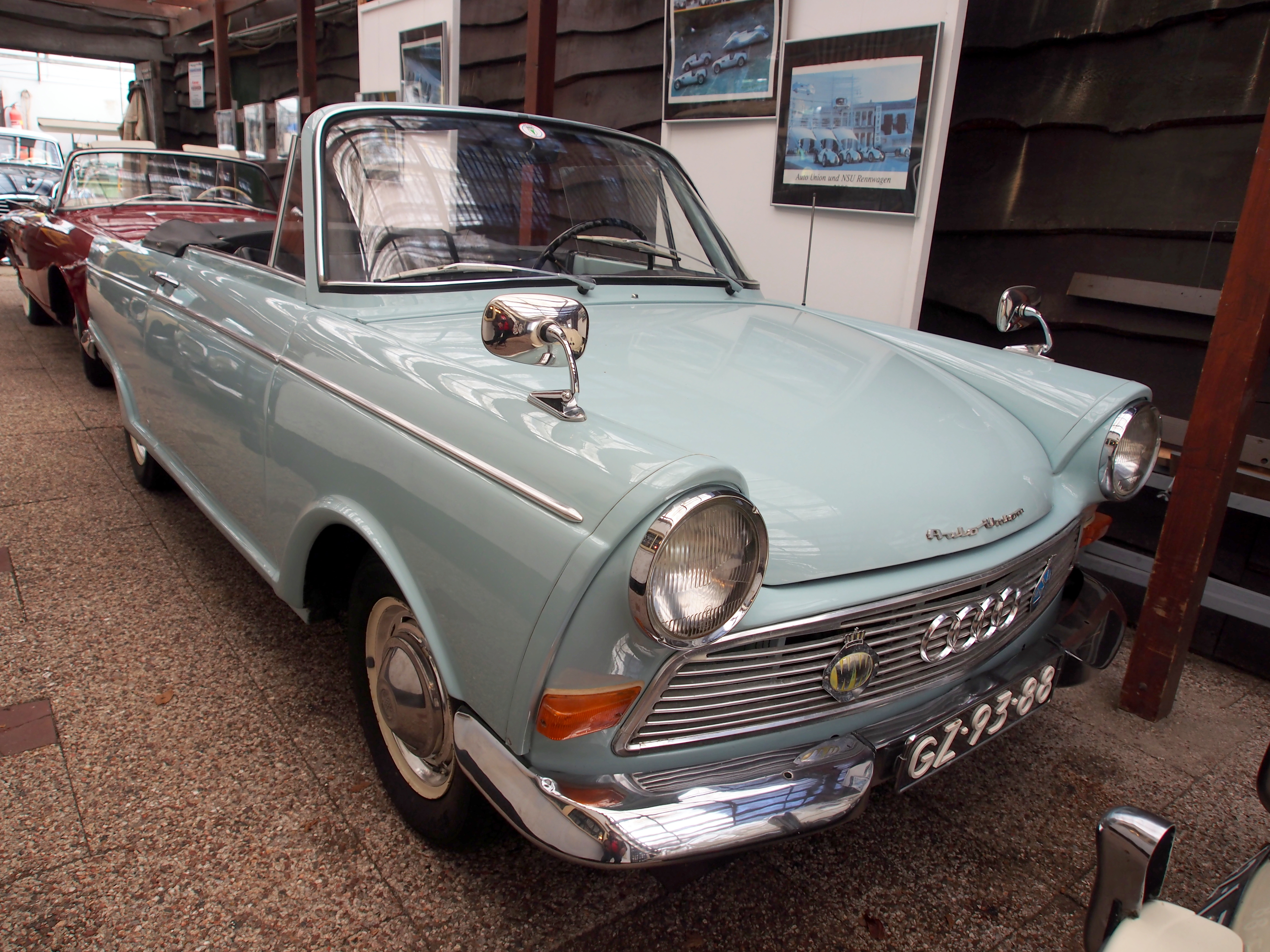
DKW F12 Roadster (1964) in het Auto-Union Museum in Bergen
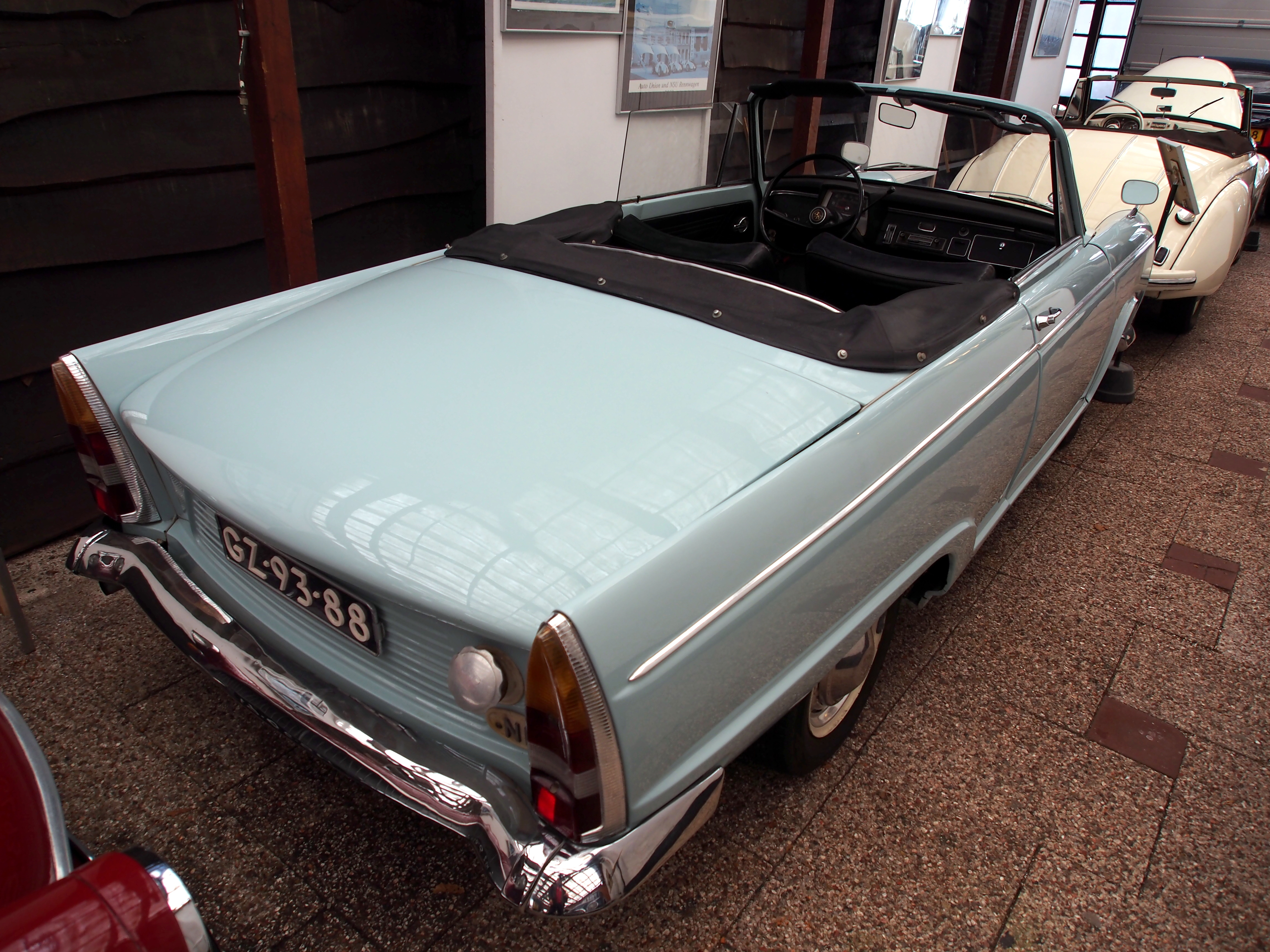
DKW F12 Roadster (1964), achterzijde
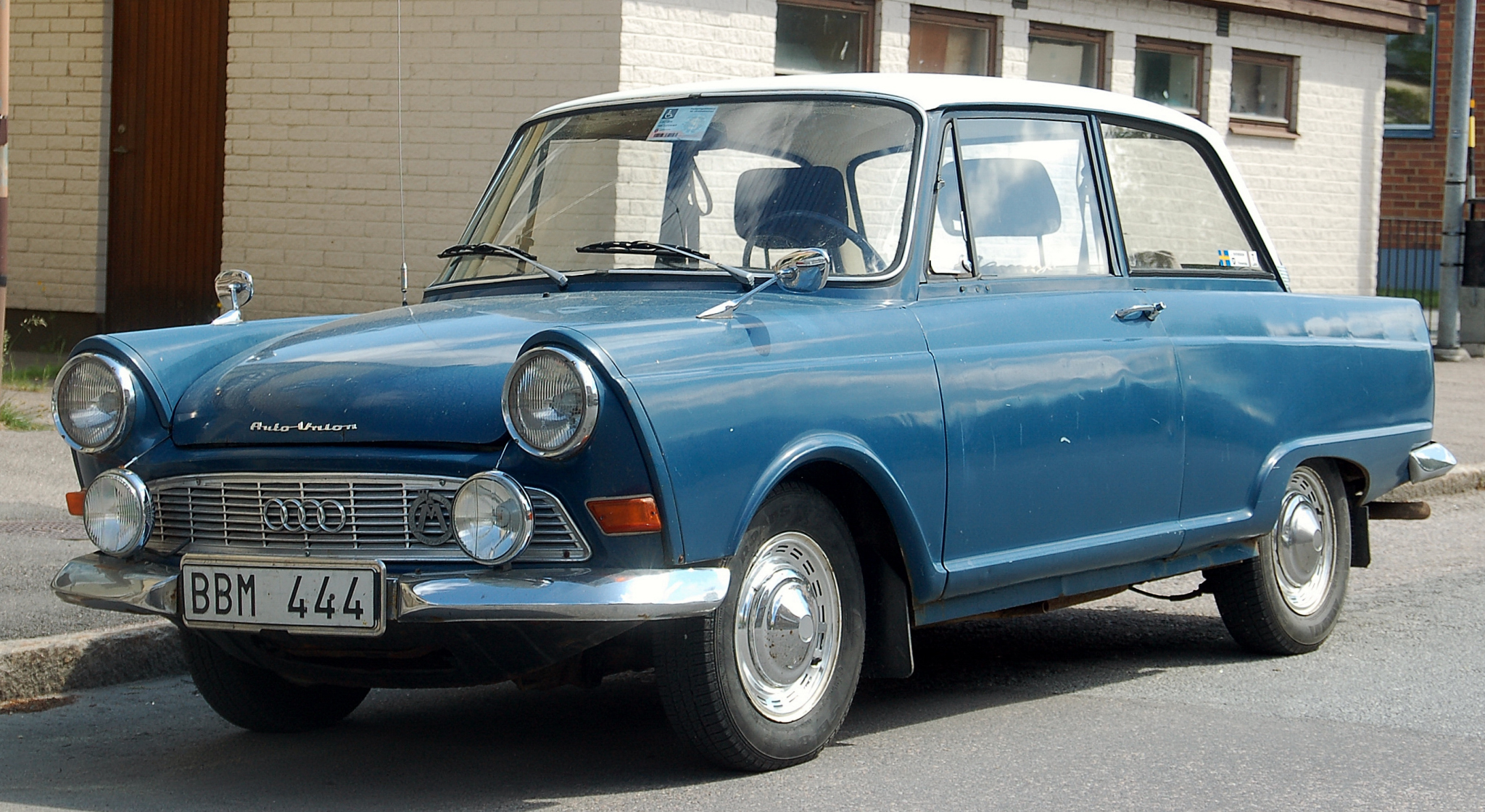
DKW F11
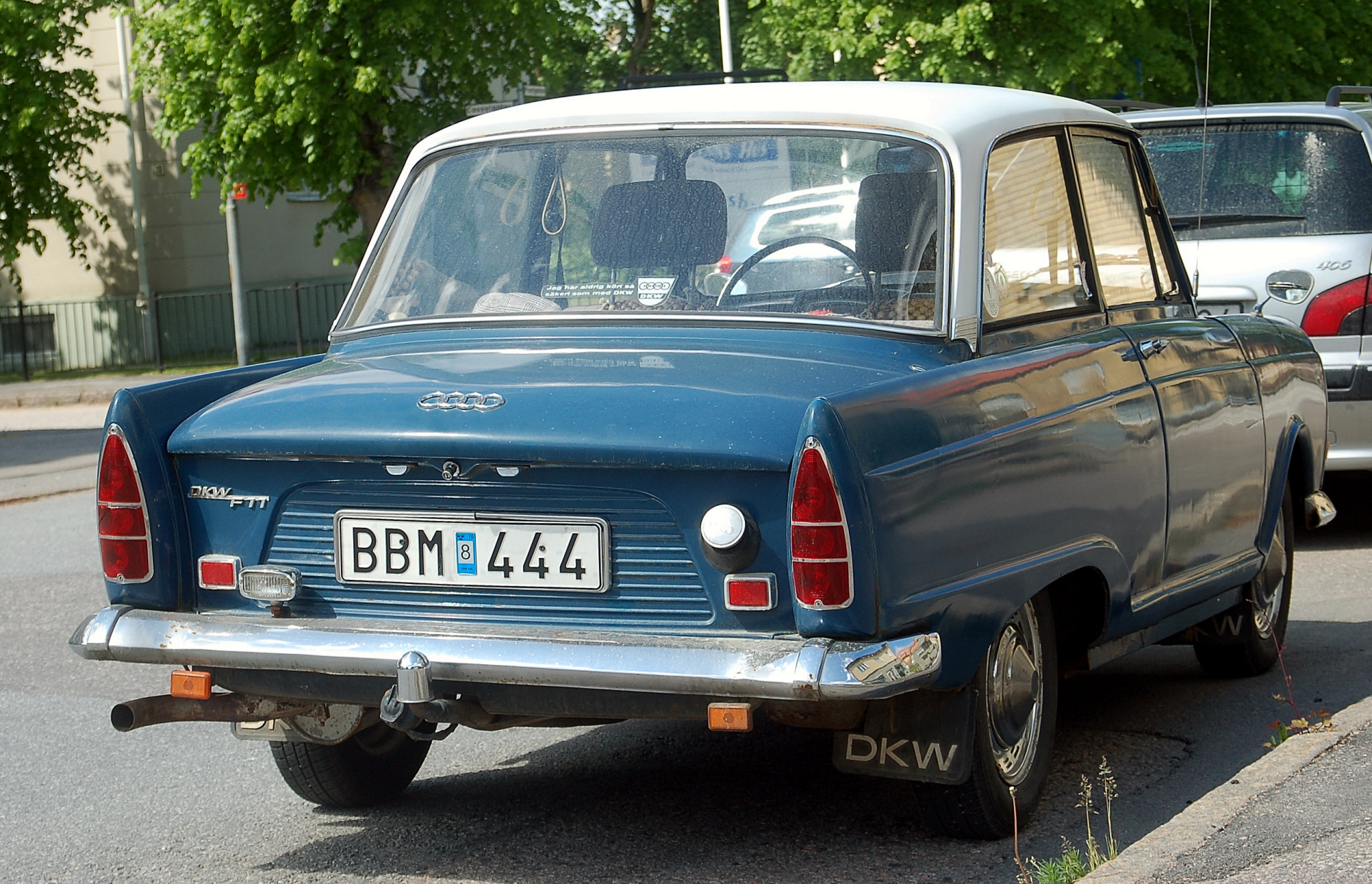
DKW F11, achterzijde

Modellen voor 1945:
Type P · 
4=8 (V 800/V 1000/Sonderklasse/Schwebeklasse) · 
F1 · 
F2 · 
F4 · 
F5 · 
F7 · 
F8 · 
F9 (prototype)
Modellen na 1945:
F10 · 
Meisterklasse (F89) · 
Sonderklasse (F91) · 
3=6 (F93/94) · 
Monza · 
Junior · 
F11/F12 · 
F102
Terrein- en bedrijfswagens:
Munga (F91/4) · 
DKW Schnellaster · 
DKW F 1000 L
Merknaam Auto Union:
1000 · 
1000 Sp
Afgeleide modellen:
IFA F8 · 
IFA F9 · 
Audi F103